# 第七代馬爾博羅公爵約翰·史賓賽-邱吉爾
第七代馬爾博羅公爵約翰·史賓賽-邱吉爾（英語：John Spencer-Churchill, 7th Duke of Marlborough1822年6月2日—1883年7月4日），第七代馬爾博羅公爵，1867年至1868年擔任樞密院議長，1876年至1880年擔任愛爾蘭總督，英國首相温斯頓·邱吉爾之祖父。

## 家庭
1843年，約翰與法蘭西絲·安妮·凡恩結婚，兩人共有3子6女：
1. 喬治（1844年—1892年），第八代馬爾博羅公爵
2. 腓特烈（1846年—1850年），夭折
3. 柯妮莉亞（1847年—1927年）
4. 倫道夫（1849年—1895年），溫斯頓·邱吉爾的父親
5. 羅莎蒙（1851年—1920年）
6. 法妮（1853年—1904年）
7. 安妮（英语：Anne Innes-Ker, Duchess of Roxburghe）（1854年—1923年）
8. 喬治亞娜（1860年—1906年）
9. 莎拉（英语：Sarah Wilson (war correspondent)）（1865年—1929年）